# NGC 4236
NGC 4236 ist eine Balken-Spiralgalaxie vom Hubble-Typ SB(n)dm im Sternbild Drache am Nordsternhimmel. Sie ist schätzungsweise 11 Millionen Lichtjahre von der Milchstraße entfernt. Gemeinsam mit LEDA 2731233 bildet sie das Galaxienpaar Holm 357 und liegt am Rand der M81-Gruppe.
Das Objekt wurde am 6. April 1793 vom deutsch-britischen Astronomen Wilhelm Herschel entdeckt.

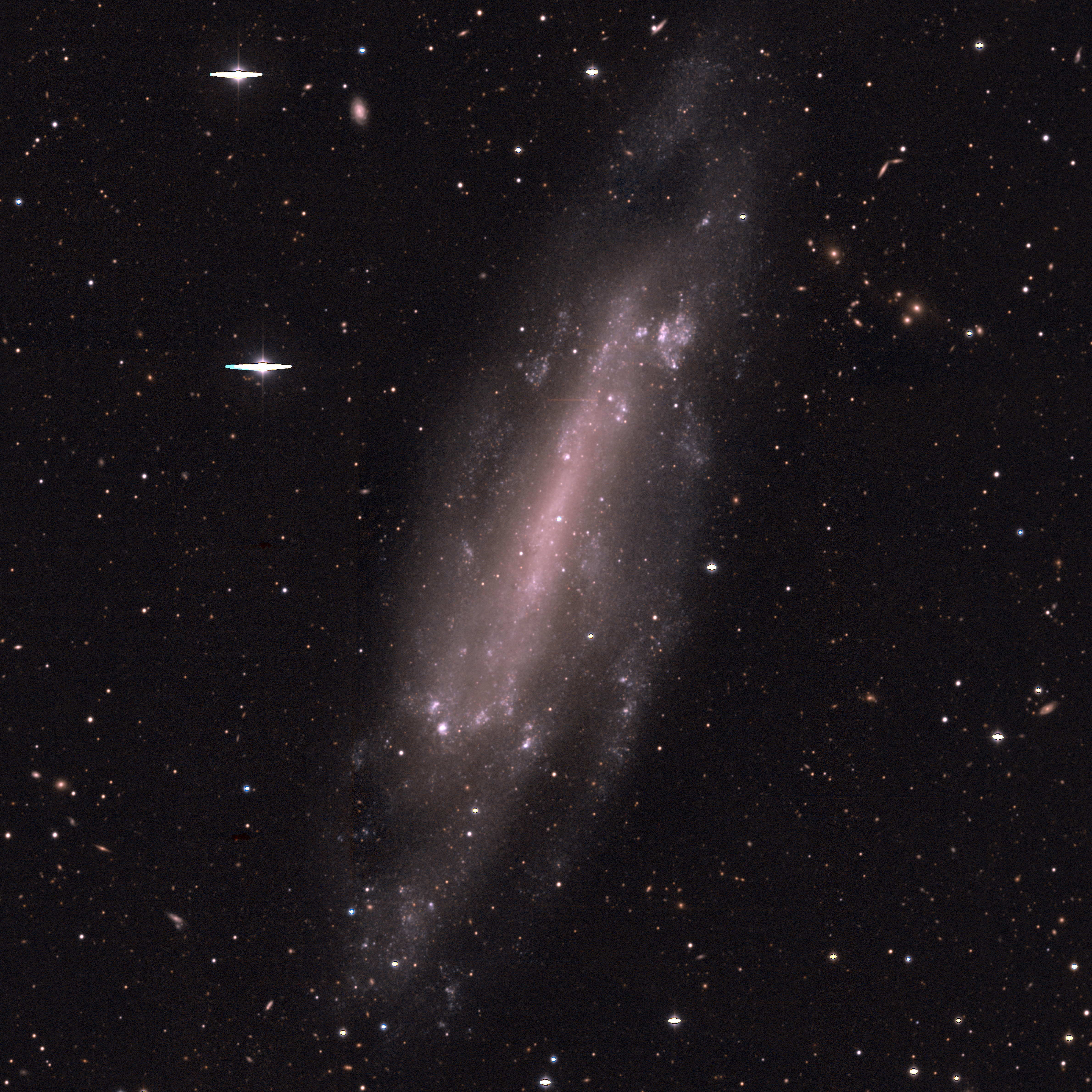
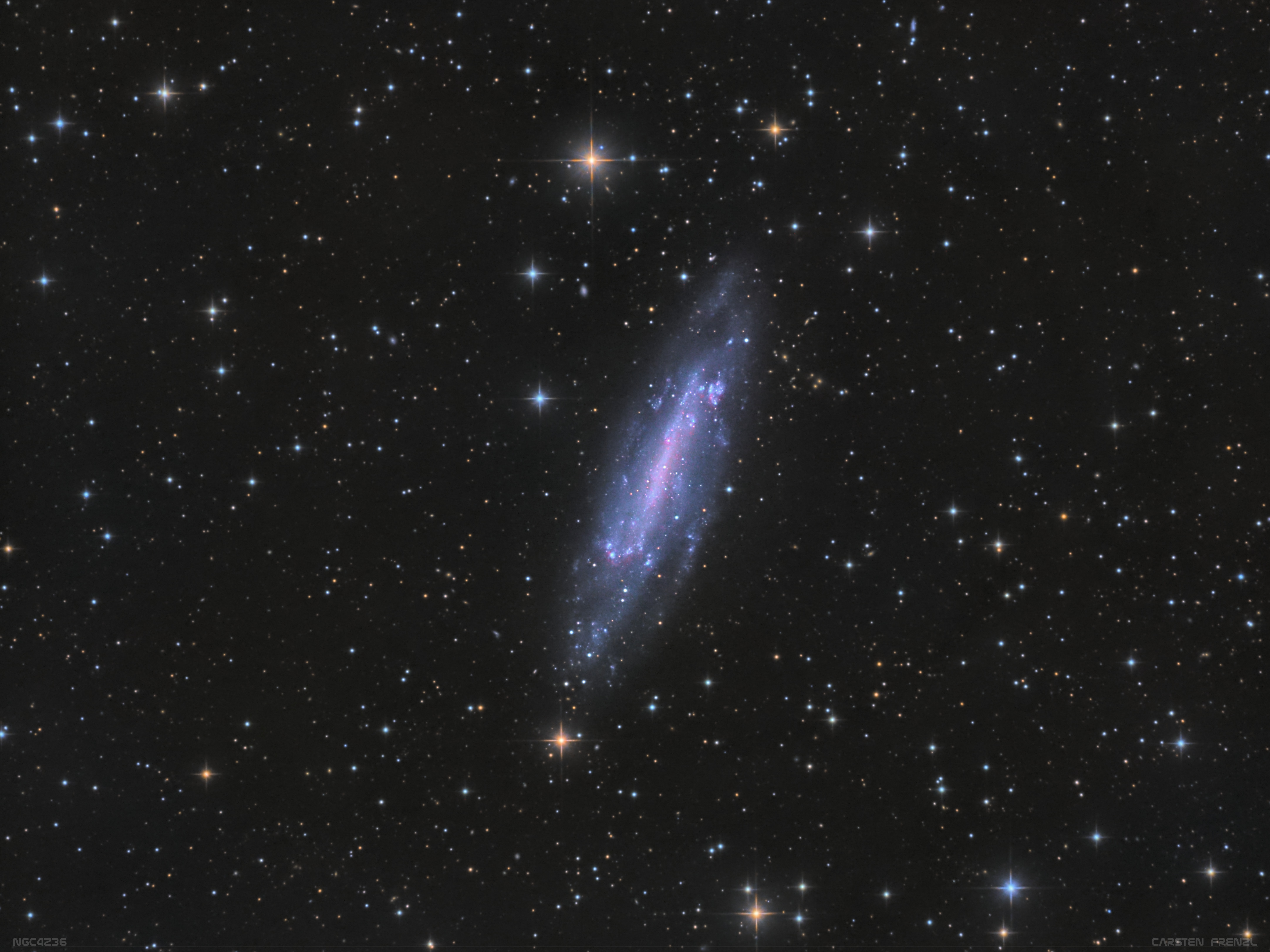